# 하치오지성

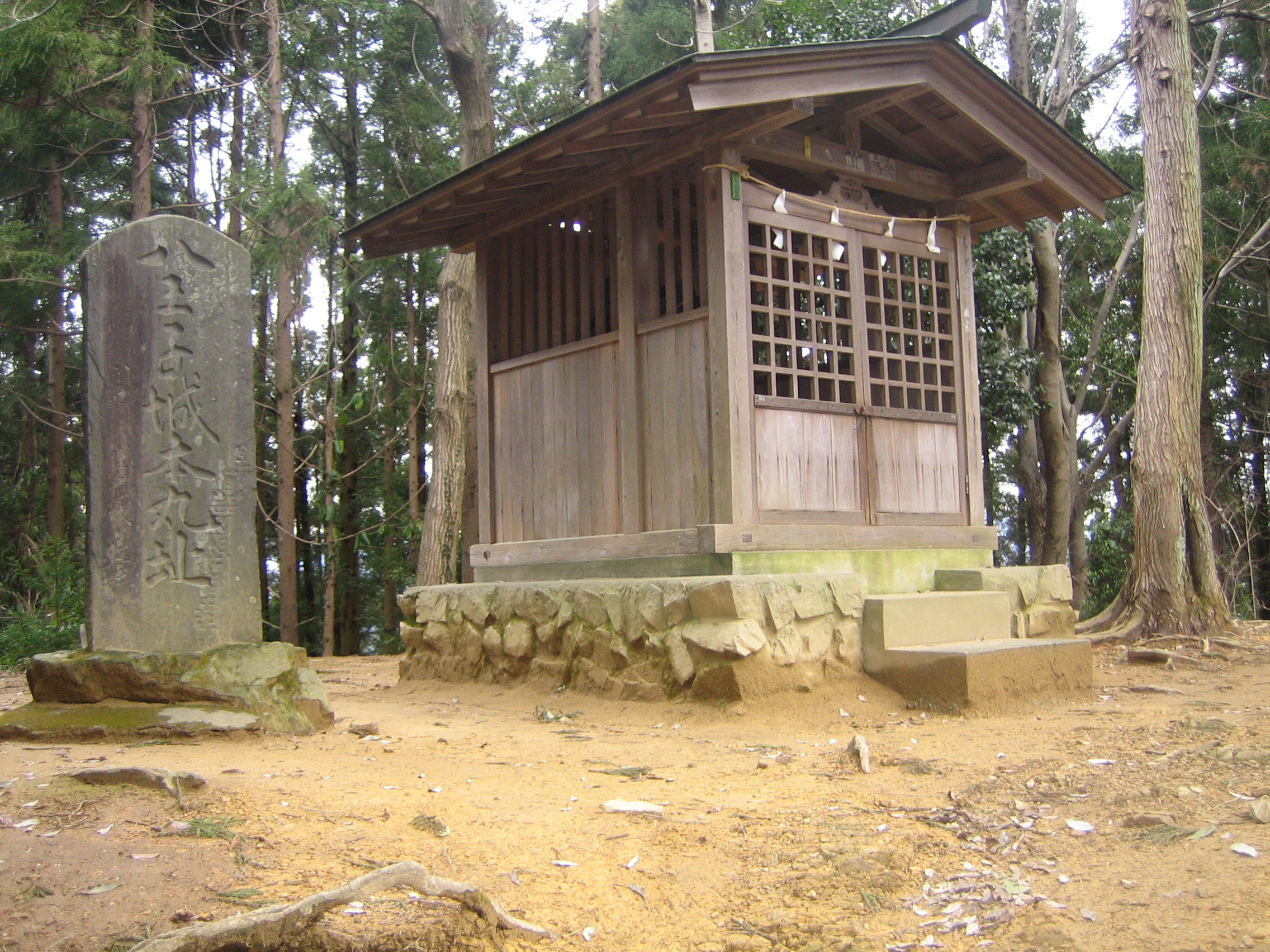
하치오지성의 혼마루터

하치오지성(八王子城 하치오지조[*])은 일본 도쿄도 하치오지시 모토하치오지마치에 있던 성이다. 